# Wolodymyr Zybulko
Wolodymyr Mychajlowytsch Zybulko (ukrainisch Володимир Михайлович Цибулько, russisch Владимир Михайлович Цыбулько Wladimir Michailowitsch Zybulko; geb. am 19. September 1924 in Rowenki, UdSSR; gest. am 14. April 1987 in Moskau) war vom 8. Januar 1966 bis 9. Dezember 1968 erster Sekretär des Stadtkomitees von Schdanow, das früher Mariupol hieß und von 1948 bis 1989 nach Andrei Schdanow umbenannt worden war.